# (5396) 1988 SH1
(5396) 1988 SH1 es un asteroide perteneciente al cinturón de asteroides, descubierto el 20 de septiembre de 1988 por Henri Debehogne desde el Observatorio de La Silla, Chile.

## Designación y nombre
Designado provisionalmente como 1988 SH1.

## Características orbitales
1988 SH1 está situado a una distancia media del Sol de 2,395 ua, pudiendo alejarse hasta 2,799 ua y acercarse hasta 1,991 ua. Su excentricidad es 0,168 y la inclinación orbital 4,669 grados. Emplea 1354,17 días en completar una órbita alrededor del Sol.
El próximo acercamiento a la órbita terrestre se producirá el 14 de julio de 2062, entre otros.

## Características físicas
La magnitud absoluta de 1988 SH1 es 13,8.